# Yrjö Kallinen

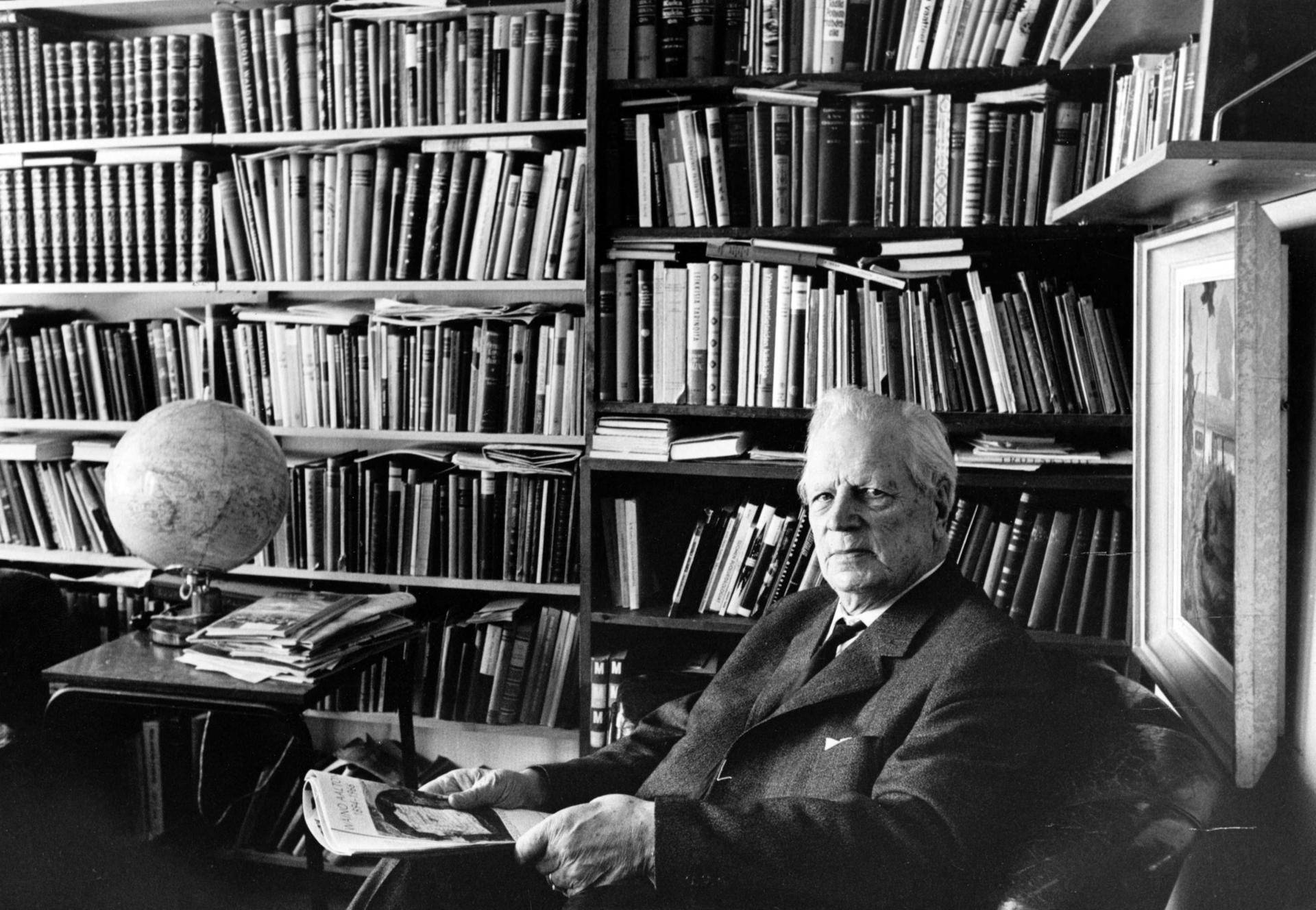
Yrjö Kallinen år 1966.

Yrjö Henrik Kallinen, född 15 juni 1886 i Uleåborg, död 1 januari 1976 i Helsingfors, var en finländsk kooperatör, pacifist och politiker.
Kallinen var 1905–1918 anställd vid statsjärnvägarna och motsatte sig som funktionär i järnvägsfacket i Uleåborg upprorsaktionerna 1918. Trots detta fick han fyra dödsdomar, vilka dock inte sattes i verket. Efter frigivningen från fängelset i slutet av 1921 engagerade han sig i den kooperativa rörelsen och förestod 1927–1955 upplysningsavdelningen vid Konsumtionsandelslagens centralförbund.
Den som en framstående vältalare kände Kallinen var riksdagsman 1945–48 (SDP) och 1947–1965 ordförande för  Arbetarnas bildningsförbund. Han var 1946–1948 försvarsminister i Pekkalas regering.
Han utgav flera arbeten om konsumentkooperationen och samhälleliga frågor samt 1958 memoarverket Hälinää ja hiljaisuutta, där han i avsnittet "hiljaisuutta" framlade sin zenbuddistiska filosofi. Ett urval av Kallinens skrifter och tal utgavs 1979 i en volym, betitlad Löytäjän ilo. Han erhöll undervisningsråds titel 1957.